# Sukodadi (Paiton)
Sukodadi is een bestuurslaag in het regentschap Probolinggo van de provincie Oost-Java, Indonesië. Sukodadi telt 4633 inwoners (volkstelling 2010).